# Abisara
Abisara (denominadas popularmente Judies, em inglês) é um gênero de borboletas da região indo-malaia, oeste da Ásia e região afro-tropical, pertencentes à família Riodinidae e subfamília Nemeobiinae (tribo Nemeobiini e subtribo Abisarina). Sua primeira espécie descrita foi classificada por Fabricius, em 1781, com a denominação de Papilio gerontes; com seu gênero modificado para Abisara por C. Felder & R. Felder ao descrever sua espécie-tipo, Abisara kausambi, em 1860.

## Descrição
São borboletas de pequenas dimensões, com asas de coloração geral marrom ou alaranjada, em vista superior e inferior; com poucas espécies dotadas de reflexos em azul ou púrpura causados pela difração de cor, na superfície de suas asas. Em vista inferior geralmente são dotadas de dois ou mais ocelos negros, proeminentes, na área superior de suas asas posteriores e com caudas mais ou menos proeminentes, dependendo da espécie. Também, em algumas, apresentam uma faixa amarela ou branca, atravessando suas asas anteriores.

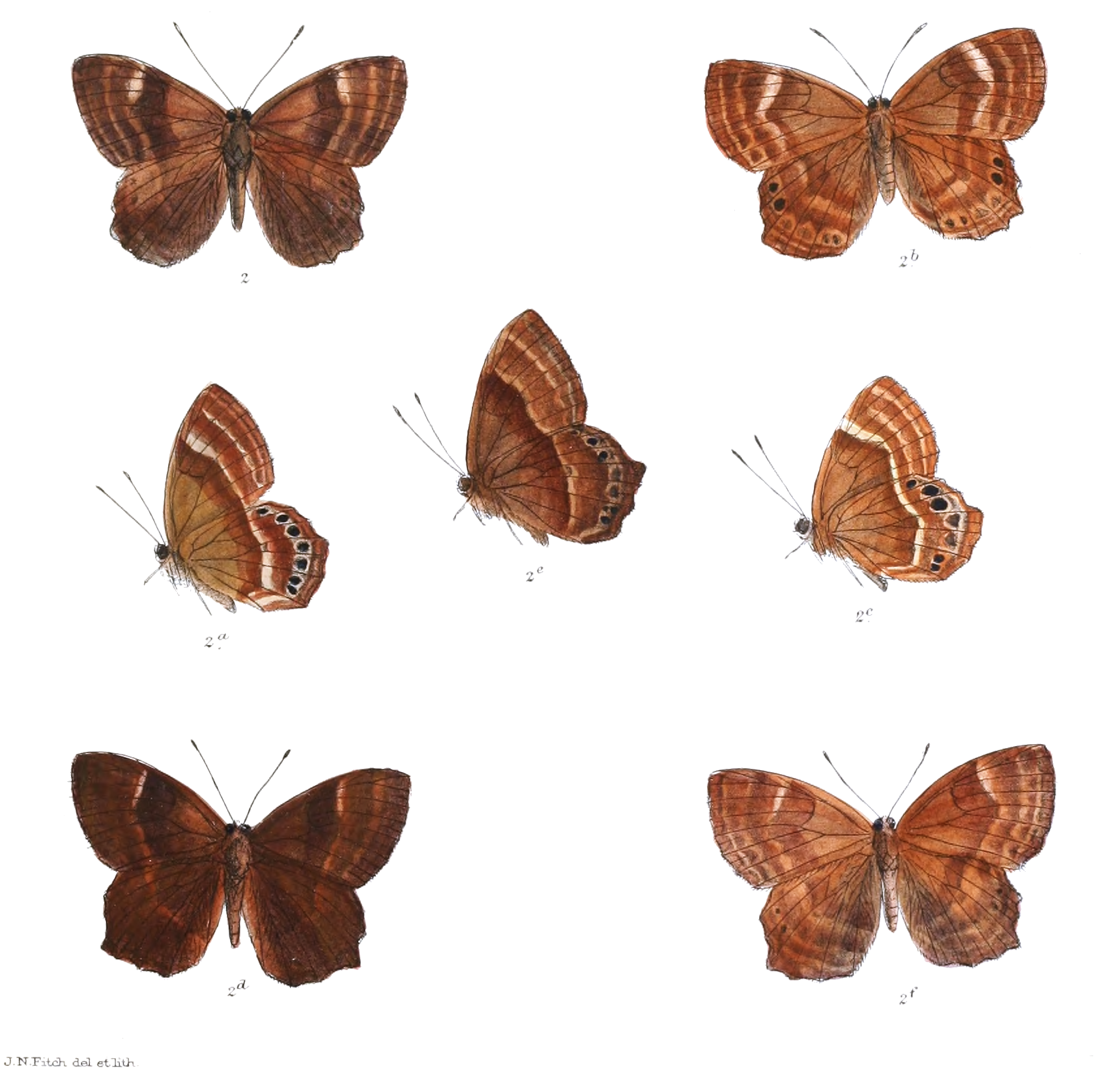
Ilustração de A. abnormis em Lepidoptera Indica. Volume 5; cujo tipo nomenclatural fora coletado em Myanmar.
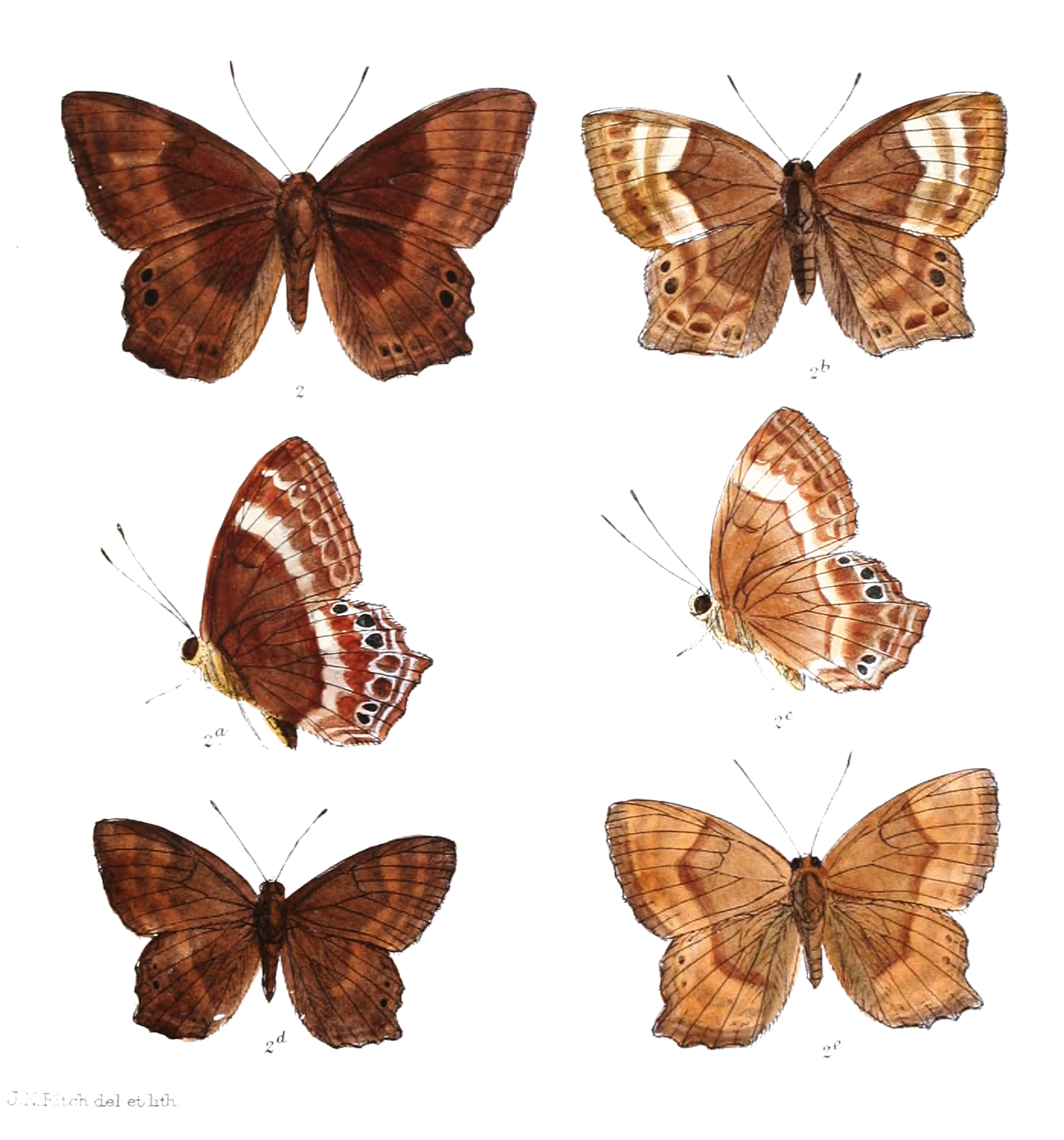
Ilustração de A. bifasciata em Lepidoptera Indica. Volume 5; cujo tipo nomenclatural fora coletado na Índia e Myanmar.
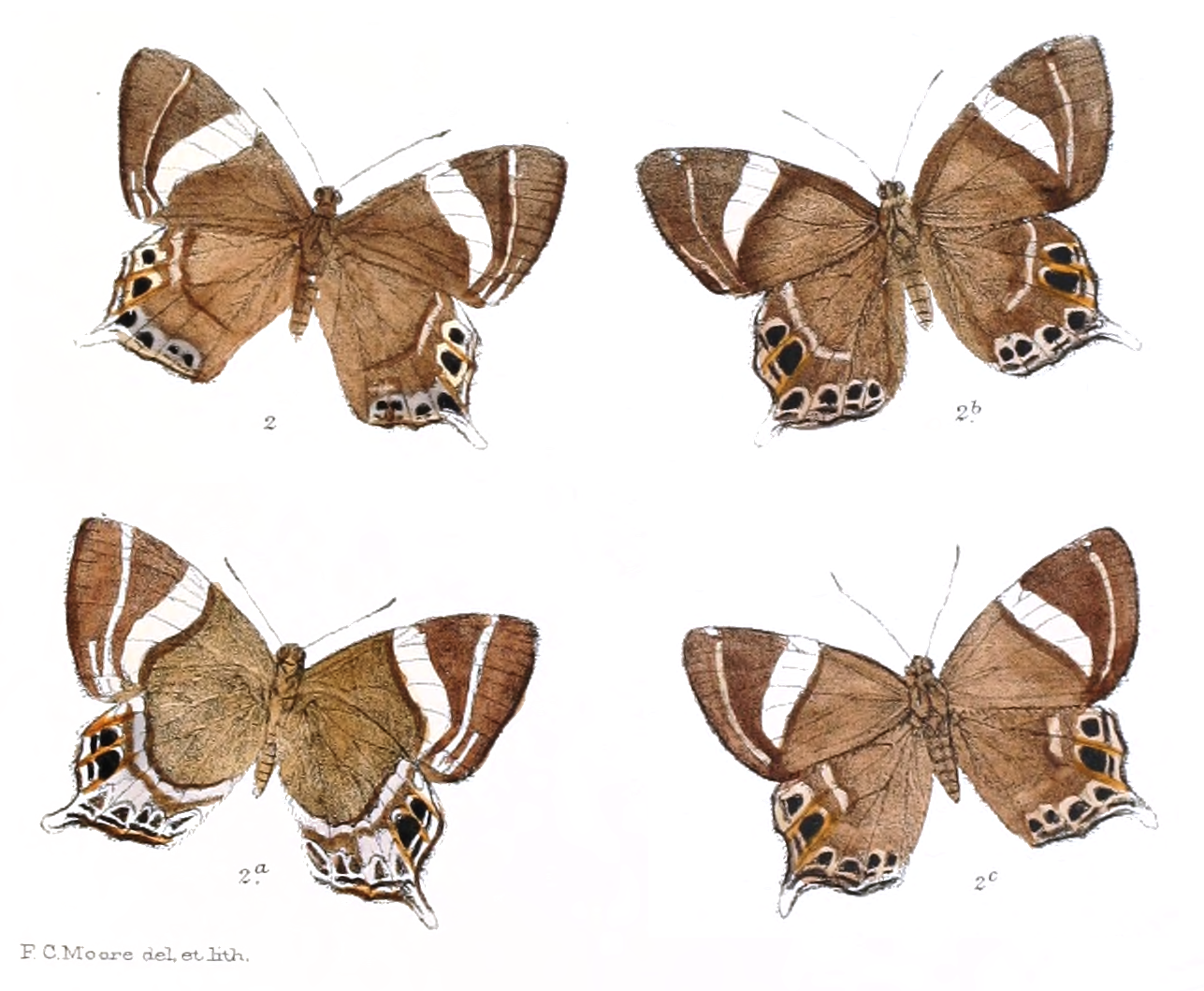
Ilustração de A. chela em Lepidoptera Indica. Volume 5; cujo tipo nomenclatural fora coletado na Índia e Myanmar.
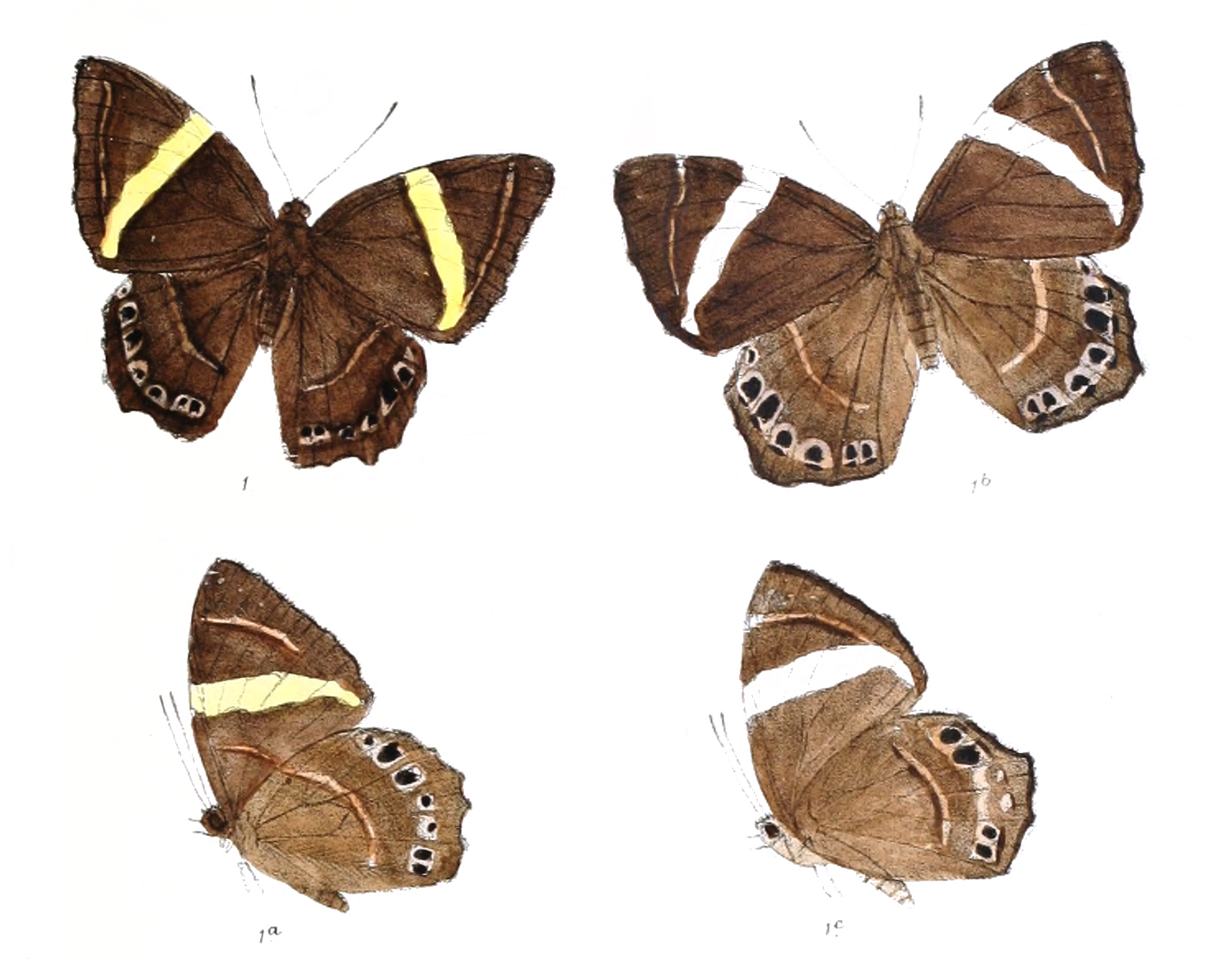
Ilustração de A. fylla em Lepidoptera Indica. Volume 5; cujo tipo nomenclatural fora coletado nos Himalaias e oeste da China.

## Espécies, catalogador, região e nomenclatura vernácula inglesa
As denominações foram retiradas de Markku Savella, exceto quando citado.
- Abisara abnormis Moore, [1884] - Região indo-malaia
- Abisara aita de Nicéville, 1893 - Região indo-malaia
- Abisara bifasciata Moore, 1877 - Região indo-malaia
- Abisara burnii (de Nicéville, 1895) - Região indo-malaia
- Abisara caeca Rebel, 1914 - Região afro-tropical
- Abisara cameroonensis Callaghan, 2003 - Região afro-tropical
- Abisara chela de Nicéville, 1886 - Região indo-malaia; Spot Judy
- Abisara chelina Fruhstorfer, 1904 - Região indo-malaia e Ásia Central
- Abisara delicata Lathy, 1901 - Região afro-tropical
- Abisara dewitzi Aurivillius, 1899 - Região afro-tropical
- Abisara echerius (Stoll, [1790]) - Região indo-malaia; Plum Judy
- Abisara freda Bennett, 1957 - Leste da Ásia
- Abisara fylla (Westwood, 1851) - Região indo-malaia e Ásia Central; Dark Judy
- Abisara fylloides (Moore, 1902) - Região indo-malaia e leste da Ásia
- Abisara gerontes (Fabricius, 1781) - Região afro-tropical
- Abisara geza Fruhstorfer, 1904 - Região indo-malaia
- Abisara intermedia Aurivillius, 1895 - Região afro-tropical
- Abisara kausambi C. Felder & R. Felder, 1860 - Região indo-malaia; Straight Plum Judy - Espécie-tipo
- Abisara miyazakii Saito, K & T. Saito, 2005 - Região indo-malaia[8]
- Abisara neavei Riley, 1932 - Região afro-tropical; Neave's Judy
- Abisara neophron (Hewitson, 1861) - Região indo-malaia e Ásia Central; Tailed Judy
- Abisara rogersi Druce, 1878 - Região afro-tropical
- Abisara rutherfordii Hewitson, 1874 - Região afro-tropical
- Abisara saturata (Moore, 1878) - Região indo-malaia
- Abisara savitri C. Felder & R. Felder, 1860 - Região indo-malaia; Malay Tailed Judy
- Abisara sobrina Mell, 1923 - Região indo-malaia[9]
- Abisara talantus Aurivillius, 1891 - Região afro-tropical
- Abisara tantalus (Hewitson, 1861) - Região afro-tropical

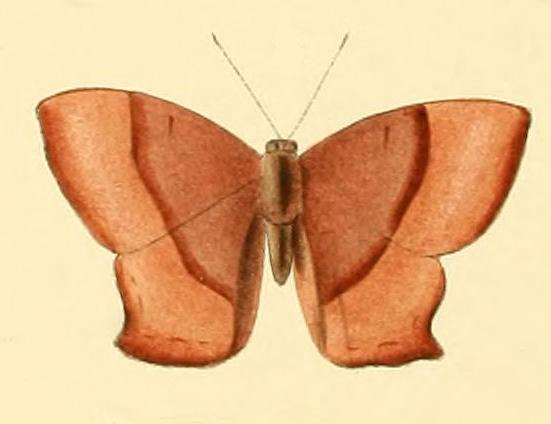
Ilustração de A. echerius, em vista superior, uma espécie pouco vistosa do gênero Abisara,[5] bem distribuída na região indo-malaia.

## Afriodinia
No ano de 2009 o lepidopterologista Bernard d'Abrera transferiu as espécies africanas de Abisara para o gênero Afriodinia; transferência, esta, suportada no estudo científico de Espeland et al.: Ancient Neotropical origin and recent recolonisation: Phylogeny,biogeography and diversiﬁcation of the Riodinidae (Lepidoptera:Papilionoidea) (2015).